# Vivaldo Semedo
Vivaldo Leandro Semedo Moura Sousa (Luanda, 28 gennaio 2005) è un calciatore portoghese, attaccante del Watford.

## Caratteristiche tecniche
Di ruolo attaccante, gioca come prima punta e dispone di buona fisicità e qualità.

## Carriera

### Club
Prodotto giovanile del Povoense, è entrato a far parte dell'accademia giovanile dello Sporting Lisbona nel 2018. Il 6 maggio 2021 ha firmato il suo primo contratto professionistico. Il 25 agosto 2022 si è trasferito all'Udinese firmando un contratto triennale. Ha fatto il suo esordio fra i professionisti il 30 gennaio 2023 nel finale dell'incontro di Serie A pareggiato 1-1 contro l'Hellas Verona.
Dopo avere trovato poco spazio con i bianconeri, anche a causa di problemi fisici, il 24 gennaio 2024 viene ceduto in prestito al Volendam, nella Eredivisie, fino al termine della stagione.
Il 2 settembre 2024 viene ceduto nuovamente in prestito, questa volta al Vizela.
Il 5 luglio 2025, viene ceduto a titolo definitivo al Watford, nella Championship inglese.

### Nazionale
Ha giocato nelle nazionali giovanili portoghesi Under-17, Under-18 ed Under-19.

## Statistiche

### Presenze e reti nei club
Statistiche aggiornate al 1º luglio 2024.
| Stagione        | Squadra         | Campionato      | Campionato | Campionato | Coppe nazionali | Coppe nazionali | Coppe nazionali | Coppe continentali | Coppe continentali | Coppe continentali | Altre coppe | Altre coppe | Altre coppe | Totale | Totale | Totale |
| Stagione        | Squadra         | Comp            | Pres       | Reti       | Comp            | Pres            | Reti            | Comp               | Pres               | Reti               | Comp        | Pres        | Reti        | Pres   | Reti   |        |
| --------------- | --------------- | --------------- | ---------- | ---------- | --------------- | --------------- | --------------- | ------------------ | ------------------ | ------------------ | ----------- | ----------- | ----------- | ------ | ------ | ------ |
| 2022-2023       | Udinese         | A               | 5          | 0          | CI              | 0               | 0               |                    | -                  | -                  |             | -           | -           | 5      | 0      |        |
| 2023-gen. 2024  | Udinese         | A               | 1          | 0          | CI              | 0               | 0               |                    | -                  | -                  |             | -           | -           | 1      | 0      |        |
| gen.-giu. 2024  | Volendam        | ED              | 13         | 1          | CO              | -               | -               |                    | -                  | -                  |             | -           | -           | 13     | 1      |        |
| 2024-2025       | Udinese         | A               | 0          | 0          | CI              | 0               | 0               |                    | -                  | -                  |             | -           | -           | 0      | 0      |        |
| Totale Udinese  | Totale Udinese  | Totale Udinese  | 6          | 0          |                 | 0               | 0               |                    | -                  | -                  |             | -           | -           | 6      | 0      |        |
| Totale carriera | Totale carriera | Totale carriera | 6          | 0          |                 | 0               | 0               |                    | -                  | -                  |             | -           | -           | 6      | 0      |        |